# 허쉬 (기업)
더 허쉬 컴퍼니(The Hershey Company, NYSE: HSY)는 미국 펜실베이니아 주의 초콜릿 회사이며, 북아메리카 최대의 초콜릿 제조업체이다.
간단히 Hershey's라고도 알려져 있는, 이 기업의 사명은 2005년 4월까지 Hershey Foods Corporation였다. 1894년 밀턴 허시(Milton S. Hershey)가 랜캐스터 캐러멜 컴퍼니의 자회사로서 허시 초콜릿 컴퍼니(Hershey Chocolate Company)라는 이름으로 설립하였다. 허쉬의 제품들은 전 세계적으로 약 60개국에 판매되며, 세계에서 가장 많이 판매되었다. 또, 허쉬 초콜릿은 키세스 초콜릿으도 유명하다. 미국인들이 가장 좋아하는 식품 기업으로 뽑히기도 했다.

## 브랜드
- 허쉬 초콜릿
- 허쉬 키세스
- 미군 초콜릿
- 킷캣

## 갤러리

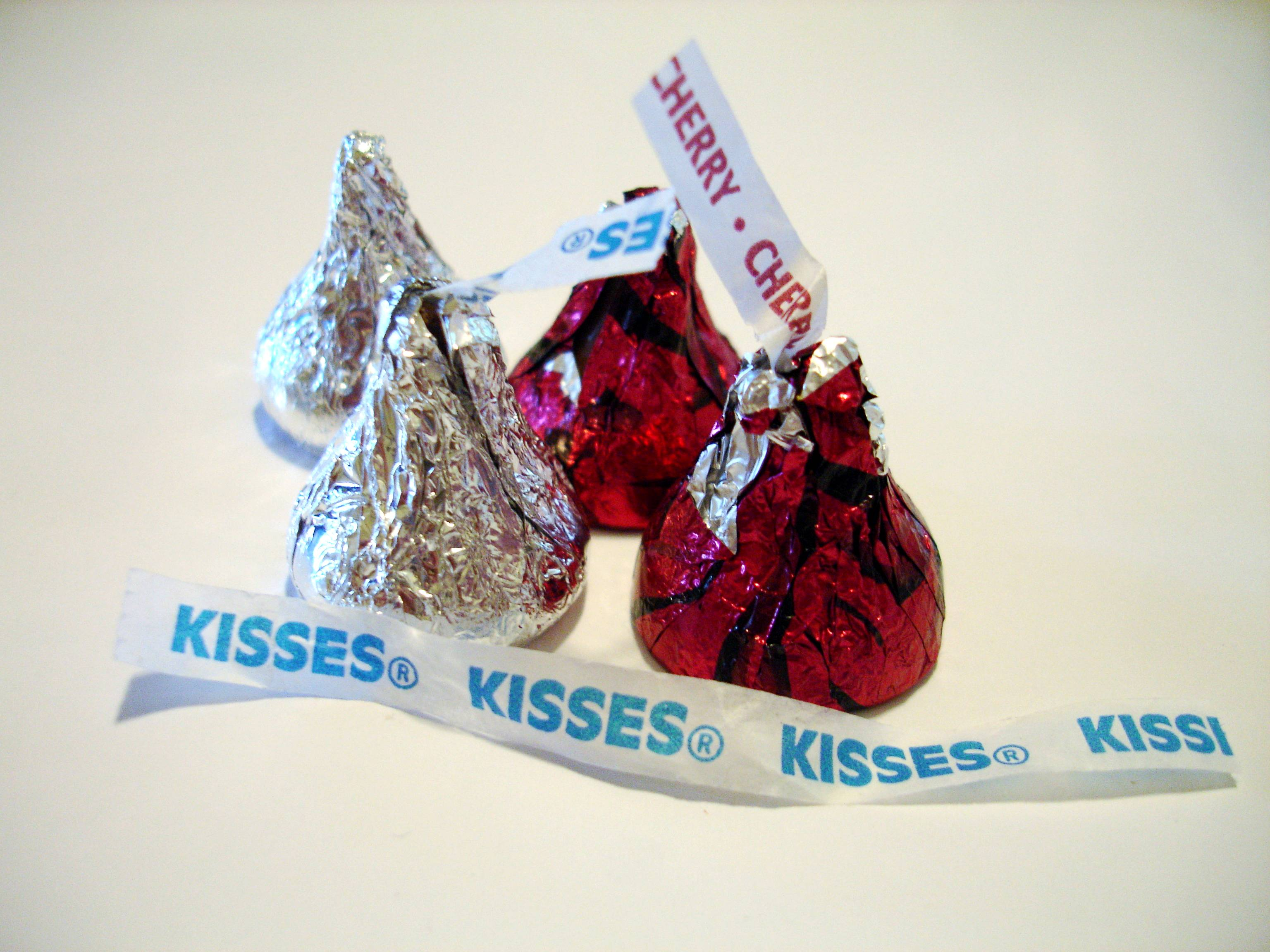
키세스 초콜릿
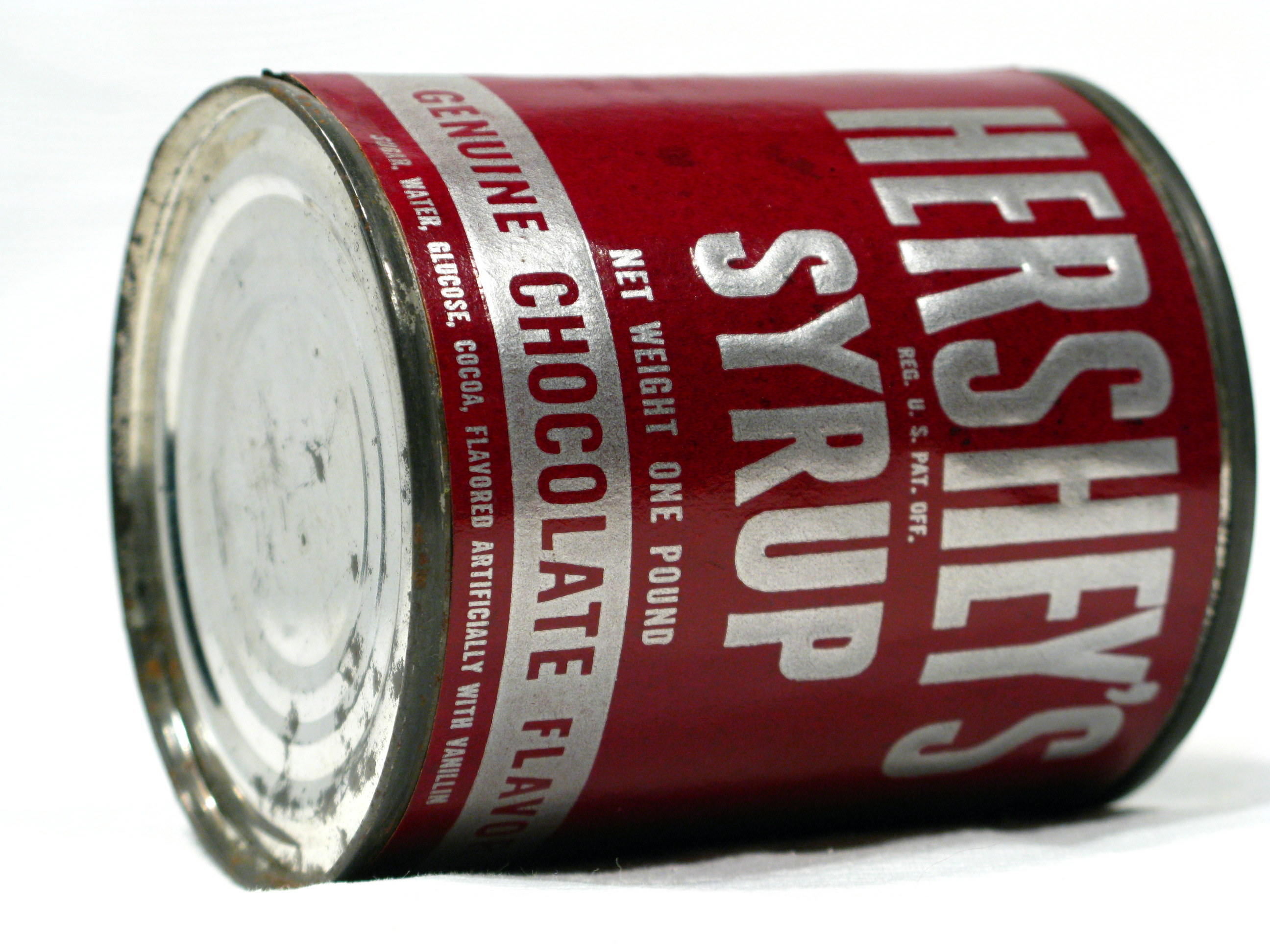
1950년대의 허쉬 시럽
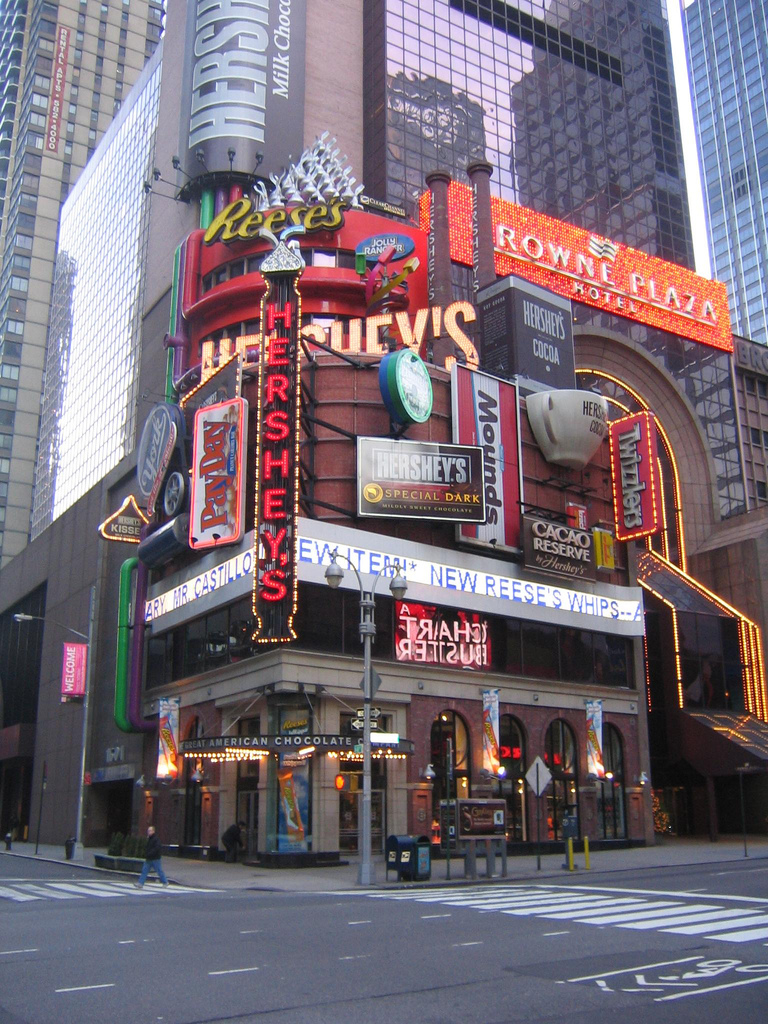
허쉬의 타임 스퀘어 가게 (뉴욕 타임 스퀘어, 2008년)

## 참고 문헌
- Brenner, Joël Glenn (2000). 《The Emperors of Chocolate: Inside the Secret World of Hershey & Mars》. Broadway Books. ISBN 0-7679-0457-5.